# Municipio de Garfield (condado de Custer)
El municipio de Garfield (en inglés: Garfield Township) es un municipio ubicado en el condado de Custer en el estado estadounidense de Nebraska. En el año 2010 tenía una población de 117 habitantes y una densidad poblacional de 0,68 personas por km².

## Geografía
El municipio de Garfield se encuentra ubicado en las coordenadas 41°30′25″N 99°31′33″O / 41.50694, -99.52583. Según la Oficina del Censo de los Estados Unidos, el municipio tiene una superficie total de 170.9 km², de la cual 170,89 km² corresponden a tierra firme y (0 %) 0 km² es agua.

## Demografía
Según el censo de 2010, había 117 personas residiendo en el municipio de Garfield. La densidad de población era de 0,68 hab./km². De los 117 habitantes, el municipio de Garfield estaba compuesto por el 96,58 % blancos, el 1,71 % eran afroamericanos, el 1,71 % eran de otras razas. Del total de la población el 1,71 % eran hispanos o latinos de cualquier raza.